# Race méditerranéenne
La race méditerranéenne est un concept anthropologique obsolète théorisé par Giuseppe Sergi. La plupart des anthropologues entre la fin du XIXe siècle et le milieu du XXe siècle la considéraient comme l'une des races du type caucasoïde.
On ne parle plus aujourd'hui de race méditerranéenne. Le consensus scientifique actuel rejette en tout état de cause l’existence d'arguments biologiques qui pourraient légitimer une classification scientifique interne à l'espèce humaine selon des critères morphologiques ou culturels,,.

## Théories ethniques

### AuXXesiècle

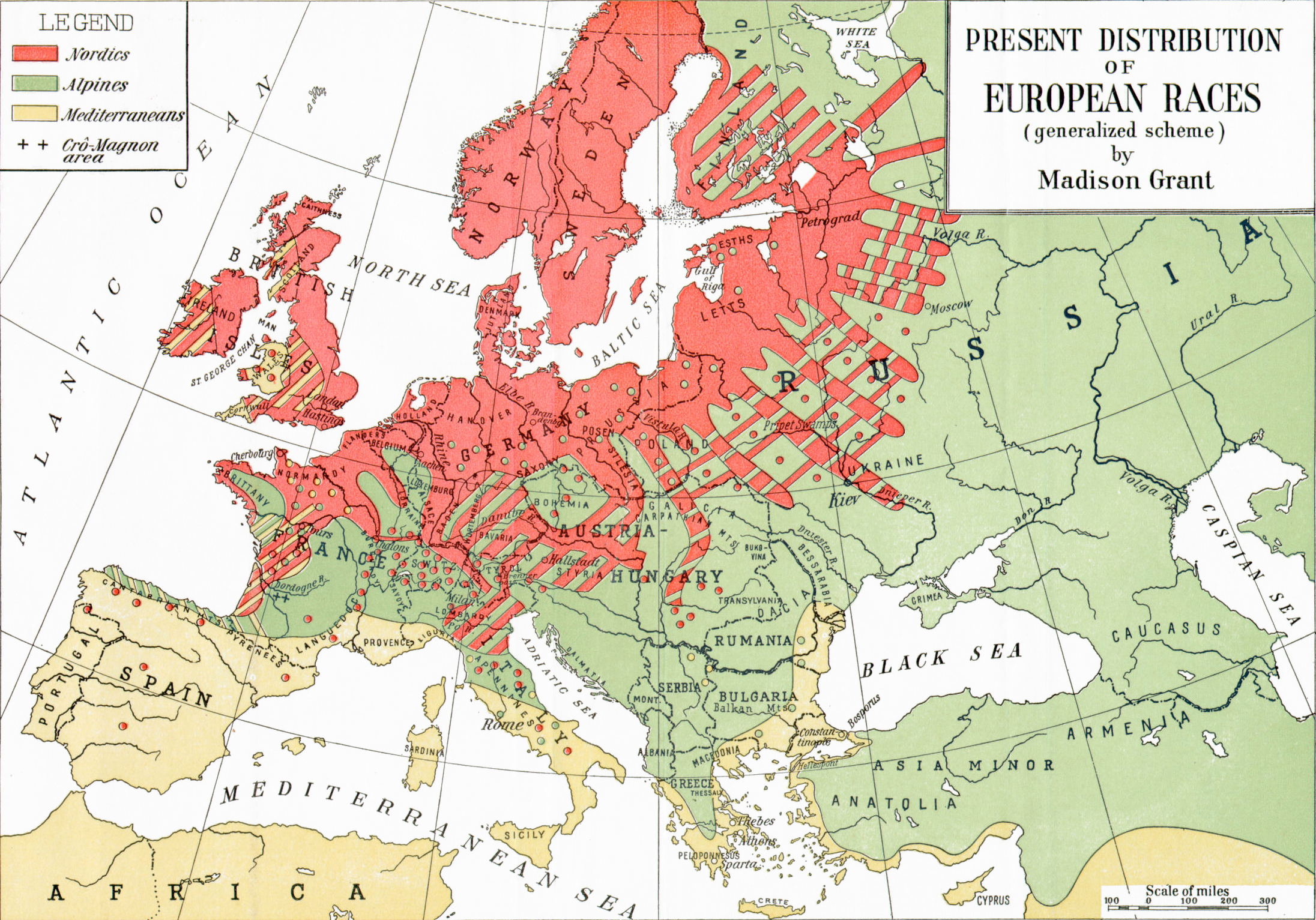
Répartition des différentes « races » de l'Europe, selon Madison Grant dans son ouvrage The Passing of the Great Race (1916).
Race méditerranéenne
Race alpine
Race nordique

Le fait que les peuples méditerranéens étaient responsables de la plus importante des civilisations antiques était un problème pour les promoteurs de la supériorité nordique. Le livre très controversé de Giuseppe Sergi, The Mediterranean Race (1901), affirmait que le groupe ethnique méditerranéen était en fait originaire d'Afrique, probablement de la région saharienne, et qu'elle a aussi inclus un certain nombre de peuples du continent africain (Afrique du Nord et corne de l'Afrique) à la peau sombre, comme les Éthiopiens et les Somalis. Giuseppe Sergi a ajouté que le groupe ethnique méditerranéen est caractérisée par « une espèce humaine ni foncée, ni blanche, ni négroïde, mais pure dans ses éléments, c'est-à-dire [que ce n'est] pas un produit du mélange des Blancs avec les Noirs ou les peuples négroïdes ». Il émit également l'hypothèse que toutes les groupes ethniques (les Nordiques de la Méditerranée, de l'Afrique, etc.) sont originaires d'une même espèce eurafricaine. 

### AuXXIesiècle
La notion de race humaine a été abandonnée car elle n'est pas justifiable au niveau scientifique. La locution « race humaine », est employée lorsqu'il s'agit de classer les êtres humains selon des critères géographiques, religieux ou de couleurs de peau, sans considération pour le patrimoine génétique partagé.